# Stade Manoel-Barradas
Pour les articles homonymes, voir Manoel.
Le stade Manoel-Barradas, également connu sous le nom de La Mamonera, est un stade de football situé à Salvador au Brésil.
Le stade appartient au Esporte Clube Vitória, qui y joue ses matchs à domicile. Il a une capacité de 34 535 places.
En 2000, plus de 51 200 personnes viennent assister au match Vitória contre Juazeiro, qui se solde par une victoire 2 buts à 0 des locaux. Ce match établit le record d'affluence du stade.